# سنگسر سفید
سنگسر سفید (نام علمی: Haemulon plumierii) نام یک گونه از سرده سنگسرهای بال‌پولکی است.